# Elbe 3 (Schiff, 1888)
Das Feuerschiff Elbe 3 wurde 1888 als Leuchtschiff Weser auf der Werft von Johann Lange in Vegesack gebaut. Der erste Einsatz war auf Position Weser ab 1889. Im Jahr 1936 erhielt das Schiff einen Viertakt-Schiffsdieselmotor. An Stelle des mittleren Mastes besitzt das Schiff daher einen Schornstein. Von 1954 bis 1955 und 1956 bis 1966 machte das Schiff Dienst auf Position Bremen, und von 1966 bis 1977 auf Position Elbe 3. Elbe 3 war eine Feuerschiffsposition nordwestlich Cuxhavens und nordöstlich Neuwerks in einem der Hauptschifffahrtswege der Deutschen Bucht. Das Leuchtfeuer bestand aus drei elektrisch betriebenen Einzelfeuern. Die Außerdienststellung war am 23. Mai 1977 in Cuxhaven.
Seit 1979 liegt das Schiff im Museumshafen Oevelgönne in Hamburg und wird dort von einer ehrenamtlichen Besatzung des Vereins in betriebsfähigem Zustand erhalten. Besichtigungen sind mittwochs und samstags sowie auf Anfrage möglich. Im Sommer werden Gästefahrten unternommen. Das Schiff gilt als ältestes fahrbereites Feuerschiff der Welt.
Das ehemalige Feuerschiff oder Leuchtfeuerschiff Weser, heute ELBE 3, wurde nach seiner letzten Position benannt.
So gibt es ein weiteres Feuerschiff mit dem Namen Elbe 3. Seit Mai 1967 gehört dieses Schiff, die Bürgermeister Abendroth, zur schwimmenden Flotte des Bremerhavener Museumshafens.